# Polonäs
Polonäs (efter polonais, femininum polonaise, franska för "polsk") är från början en polsk folkdans i 3/4-takt; dess ursprung är en långsam fördans i 4/4-delstakt till en snabb efterdans, som senare blev mazurkan.
Polonäsen har gemensamt ursprung med den svenska sextondelspolskan och fram till 1700-talet lät den ungefär likadant. Från Frédéric Chopin och framåt fick den en högtidligare stil, som sedan blivit normerande i den klassiska musiken. Hugo Alfvéns "Festspel" är till exempel en polonäs.
I delar av Sverige och Finland är polonäser vanliga i spelmansmusiken.